# Cerapachys typhlus
Cerapachys typhlus är en myrart som först beskrevs av Julius Roger 1861.  Cerapachys typhlus ingår i släktet Cerapachys och familjen myror. Inga underarter finns listade i Catalogue of Life.

## Bildgalleri

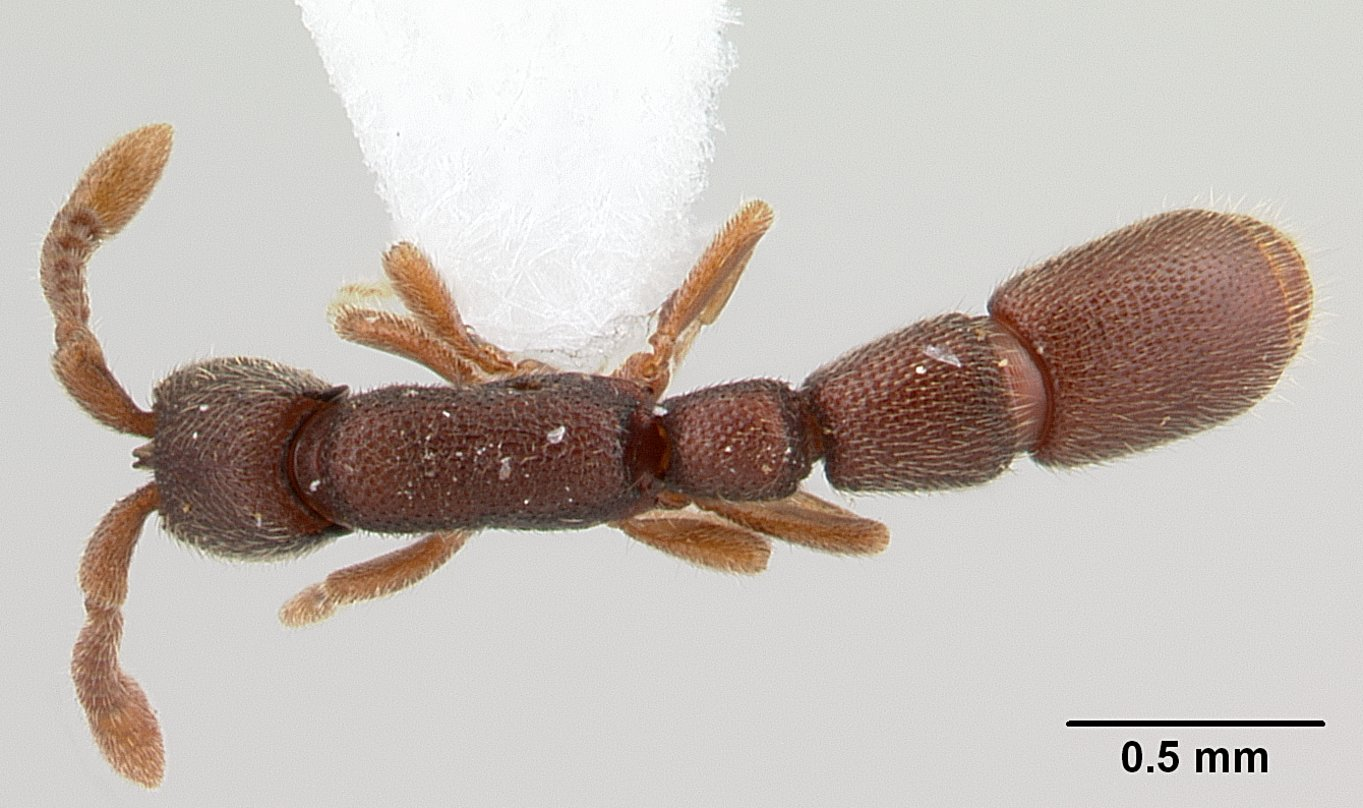
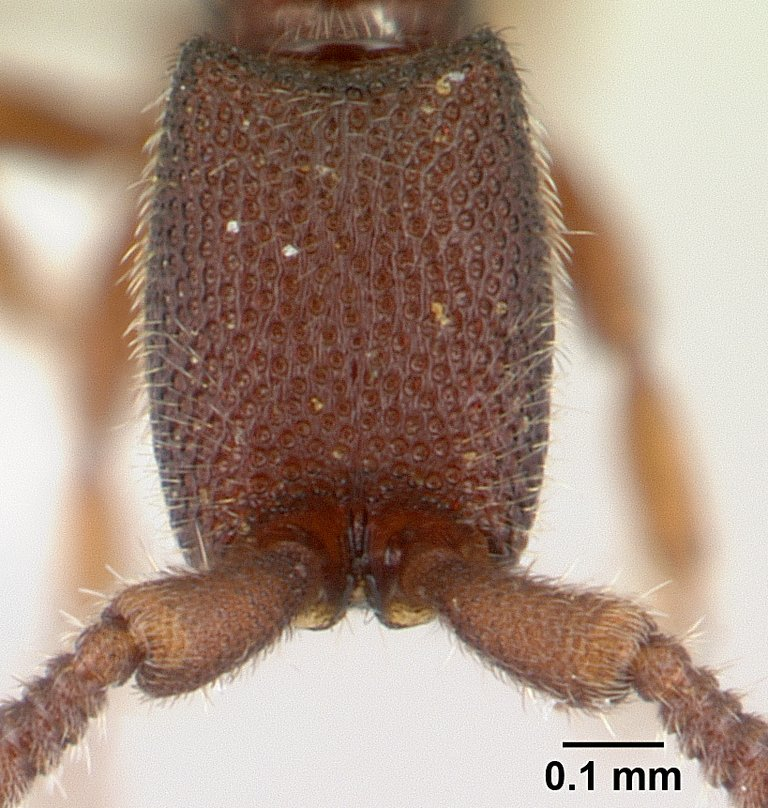
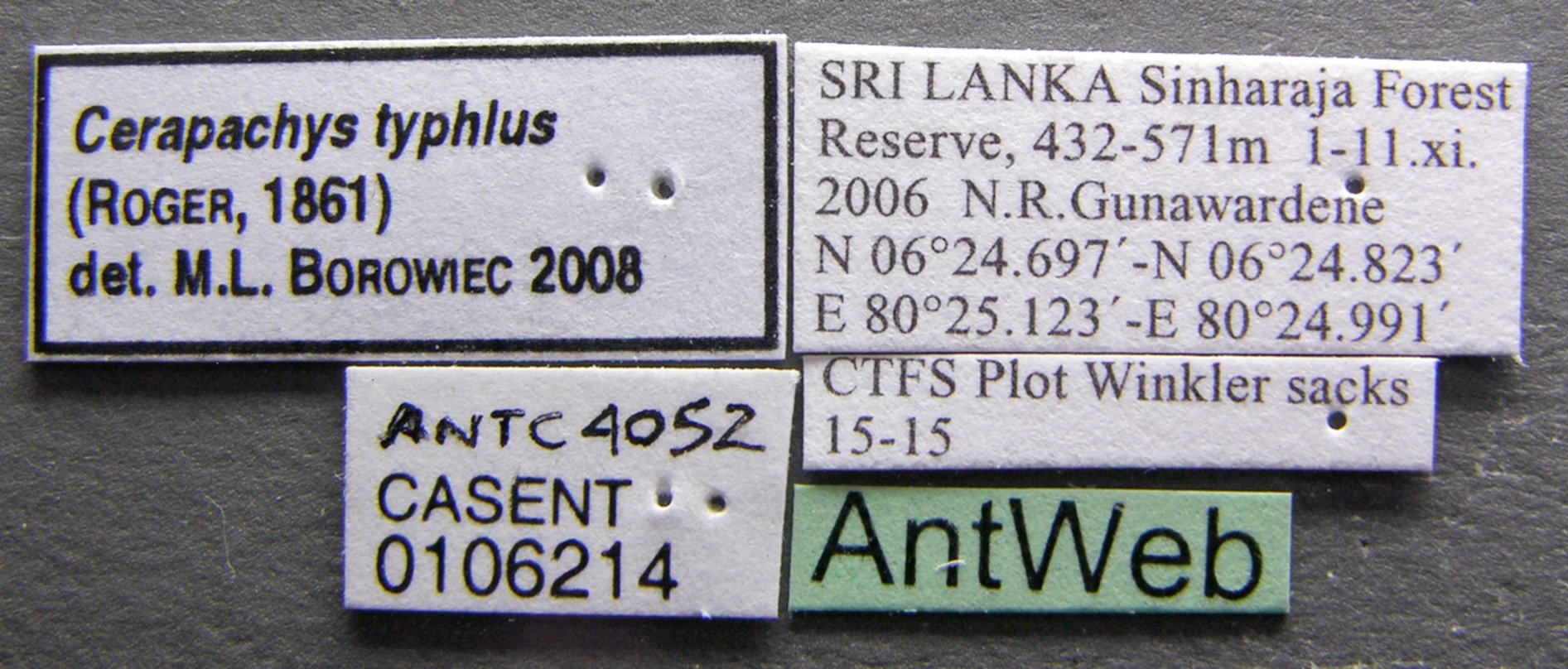
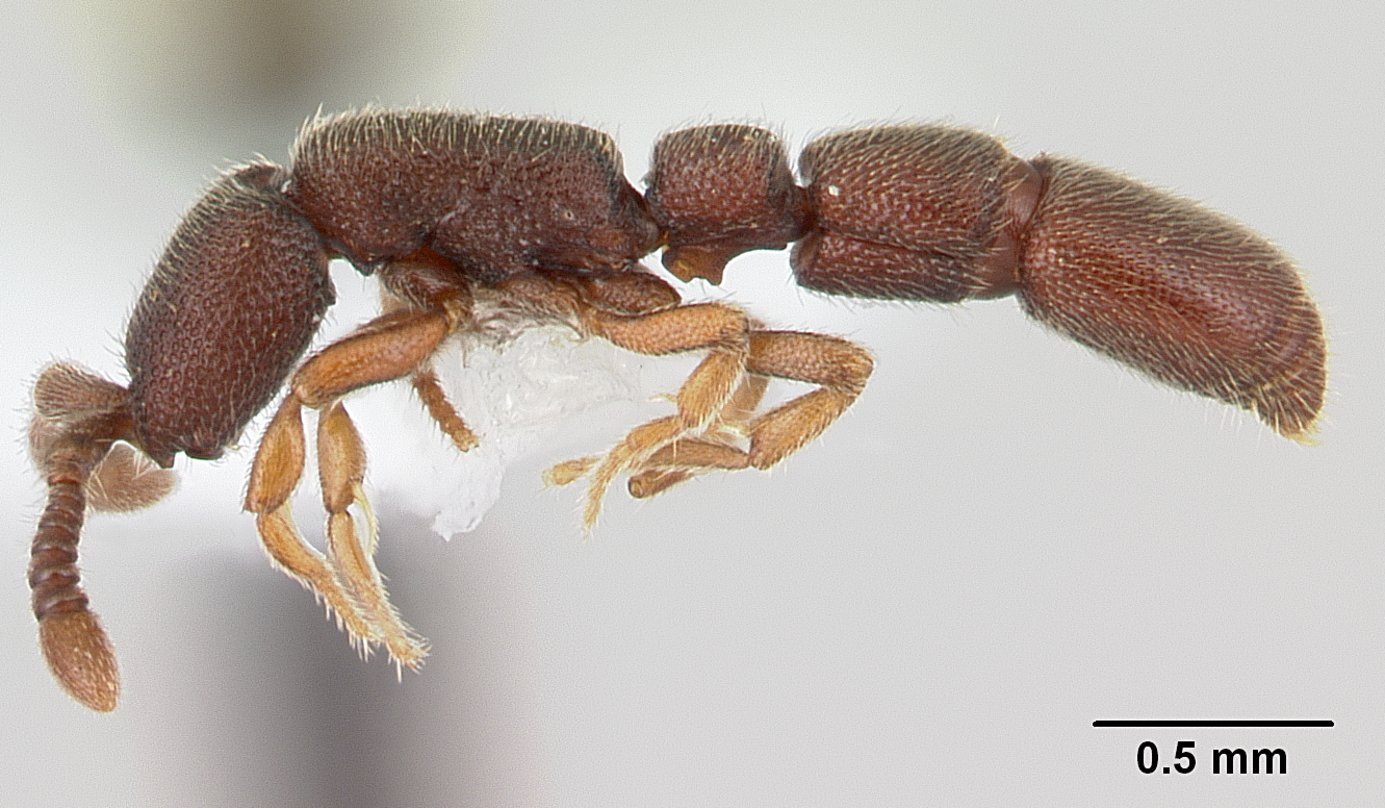